# Емануел Хрушка
Емануел Хрушка (на чешки: Emanuel Hruška) е чешки архитект.
Роден е на 31 януари 1906 година в Прага в семейството на чиновник. През 1928 година завършва Висшето техническо училище, след което до 1931 година учи в Художествената академия при архитект Йозеф Гочар. През 1934 година защитава докторат във Висшето техническо училище, където от 1938 година е хабилитиран преподавател. По това време започва работа като урбанист за обувната компания „Бата“, която изгражда няколко нови селища около свои фабрики. През 1948 година основава Институт по градоустройство към Словашкото висше техническо училище в Братислава, който оглавява до 1962 година.
Емануел Хрушка умира на 16 август 1989 година в Прага.